# Таженова, Милана Еламановна
Милана Еламановна Таженова (каз. Милана Еламанқызы Таженова
род. 6 марта 1999 года, Астрахань, Астраханская область) — российская гандболистка, разыгрывающий сборной России и клуба «Ростов-Дон». Чемпионка России 2016 и 2019 годов. Чемпионка мира среди юниоров 2016 года.

## Биография
Родилась в 1999 году в городе Астрахани. Дебютировала за ГК «Астраханочкe» в 2014 году. В составе этой команды в 2015 году выиграла бронзовые медали чемпионата, а в 2016 году стала чемпионкой России. 
С 2018 и по настоящее время согласно контракту играет за ростовский гандбольный клуб "Ростов-Дон". В 2019 году стала чемпионкой России и обладателем Кубка России в составе клуба с берегов Дона. Серебряный призёр Лиги чемпионов. В августе 2019 года получила серьёзную травму - разрыв крестообразных связок. К весне 2020 года восстановилась и возобновила игровую карьеру.       

## Карьера в сборной
Выступала за юниорскую сборную России, чемпионка мира среди юниоров 2016 года.
Являлась капитаном молодежной сборной России. 
В настоящее время – игрок первой сборной.

## Достижения
- Победитель Чемпионат России по гандболу среди женщин 2015/2016, 2018/2019
- Бронзовый призер Чемпионат России по гандболу среди женщин 2017/2018
- Серебряный призер Чемпионат России по гандболу среди женщин 2020/2021
- Обладатель Кубка России 2018/2019, 2019/2020, 2020/2021
- Победитель Чемпионат мира по гандболу среди девушек до 18 лет 2016г.
- Серебряный призер Чемпионат Европы по гандболу среди девушек до 19 лет 2015г.
- Серебряный призер Лиги Чемпионов 2018/2019